# Lünette (Bildende Kunst)

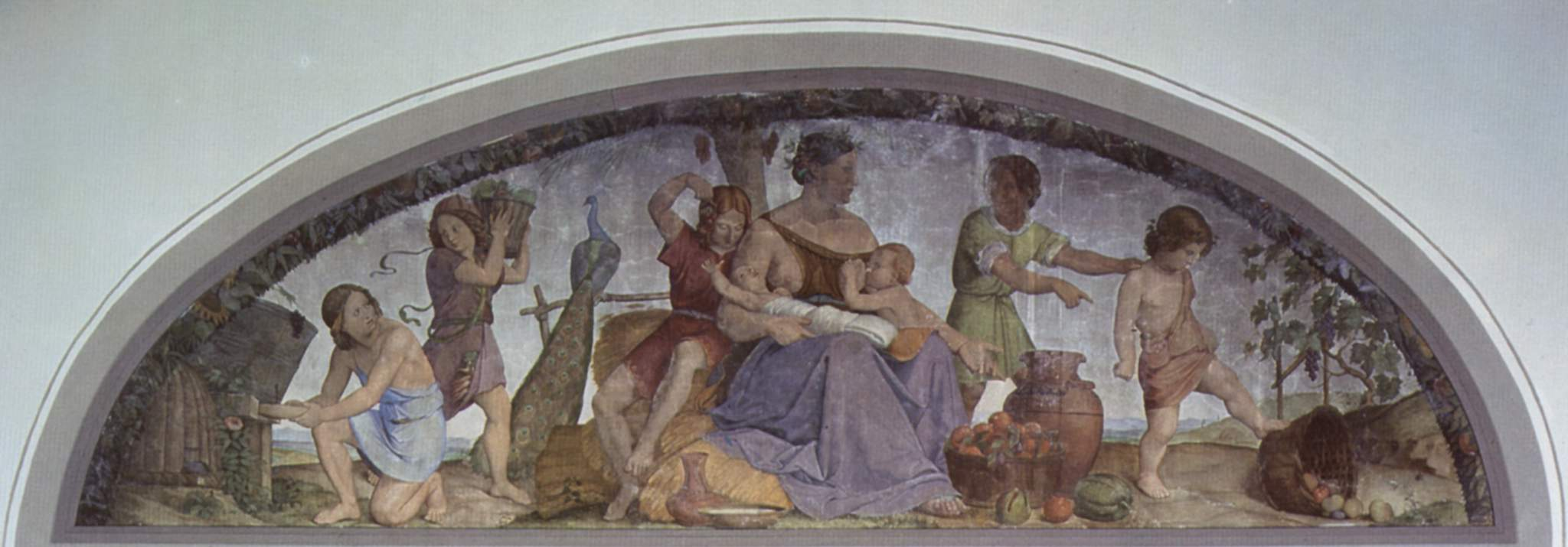
Philipp Veit, Die sieben fetten Jahre

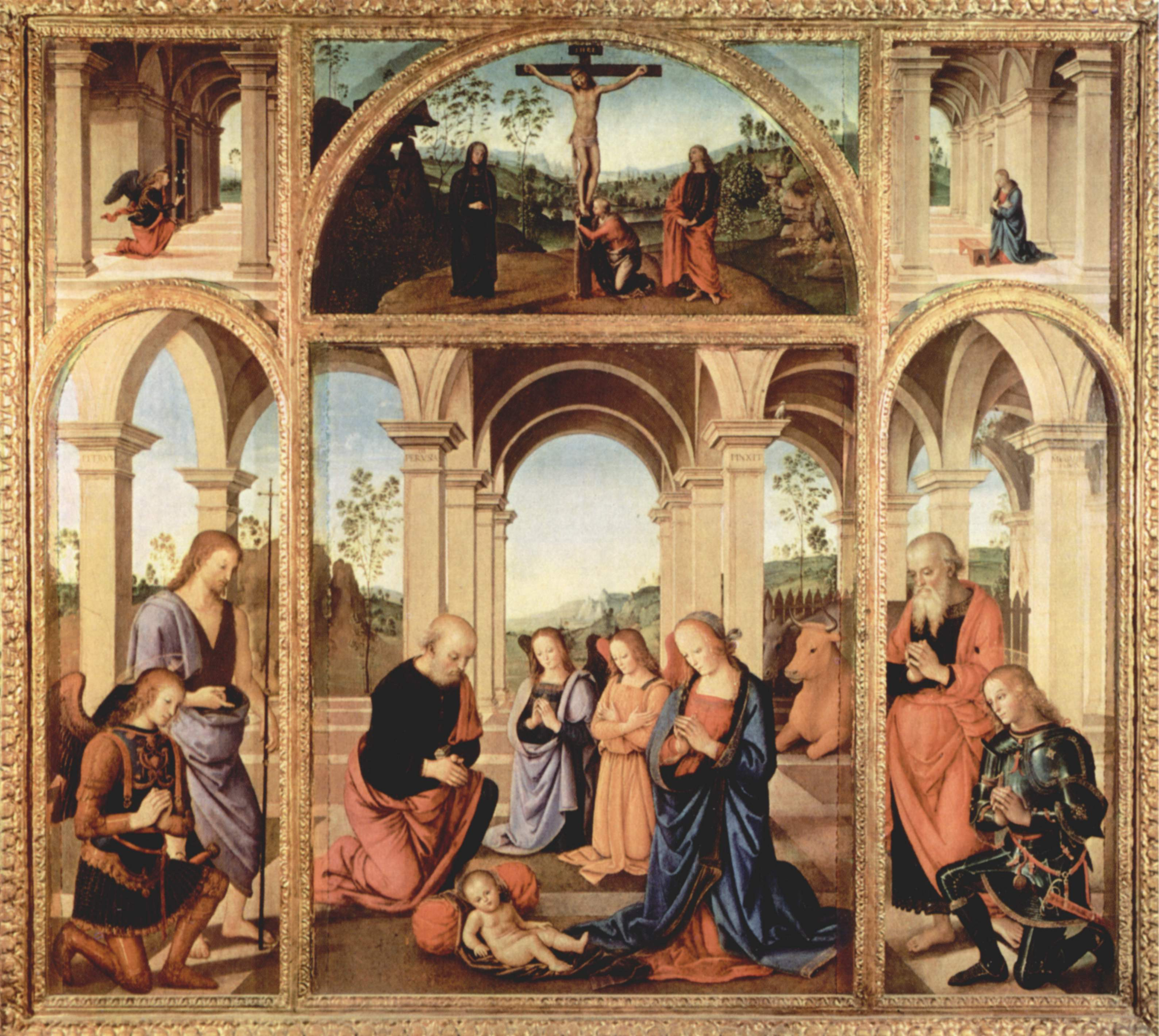
Pietro Peruginos Flügelaltar

Als Lünette (französisch lunette ‚Kleiner Mond‘), auch Lunette, bezeichnet man in der bildenden Kunst und Architektur halbkreisförmige oder kreissegmentförmig gerahmte Wandfelder (auch Bogenfeld genannt), die sich über Fenstern oder – in der Art einer Supraporte – über Türen befinden. Sie sind häufig mit malerischem oder plastischem Schmuck versehen. Auch bogenförmige Bildtafeln in einem Flügelaltar und halbkreisförmige Bildfelder auf antiken Stelen werden Lünette genannt.
Die Bezeichnung kommt aus dem Französischen lunette, Verkleinerungsform zu Mond (‚Möndchen‘).
Ein großes, halbkreisförmiges Bildfeld über einem (vor allem mittelalterlichen) Portal nennt man eher Tympanon, während mit „Lunette“ häufiger die kleinen Segment- oder Halbrundfelder über Türen und Fenstern der neuzeitlichen Baukunst benannt werden.

## Beispiele
- Giuseppe Modena da Lucca über den Portalen der Kathedrale von Pisa, Italien, siehe Abbildung Mittelportal, Abbildung linkes Portal, Abbildung rechtes Portal
- Philipp Veits Die sieben fetten Jahre, Lunette des Freskenzyklus der Casa Bartholdy, Berlin, Alte Nationalgalerie, siehe Abbildung
- Pietro Peruginos Flügelaltar (Polyptychon) in der Collezione Torlonia in Rom, siehe Abbildung
- Giovanni Bellinis Flügelaltar, Sebastians-Triptychon, siehe Abbildung
- Mit Fresken von Michelangelo dekorierte Lünetten über den Fenstern in der Sixtinischen Kapelle zu Rom
- Jali in der Sidi-Sayed-Moschee im indischen Ahmedabad

## Weitere Verwendung
Die kleinen mondsichelartigen Figuren des Kammmarmorpapiers werden als Lunetten bezeichnet.